# STS-129
STS-129, voluit Space Transportation System-129, was een Space shuttlemissie van de Atlantis die gelanceerd werd op 16 november 2009. De shuttle nam de EXPRESS Logistics Carrier 1 en 2 mee naar het Internationaal ruimtestation ISS.

## Bemanning
| Positie             | Gelanceerde astronaut               | Gelande astronaut                               |
| ------------------- | ----------------------------------- | ----------------------------------------------- |
| Bevelhebber         | Charles O. Hobaugh 3de ruimtevlucht | Charles O. Hobaugh 3de ruimtevlucht             |
| Piloot              | Barry E. Wilmore 1ste ruimtevlucht  | Barry E. Wilmore 1ste ruimtevlucht              |
| Missie Specialist 1 | Michael Foreman 2de ruimtevlucht    | Michael Foreman 2de ruimtevlucht                |
| Missie Specialist 2 | Randolph Bresnik 1ste ruimtevlucht  | Randolph Bresnik 1ste ruimtevlucht              |
| Missie Specialist 3 | Leland Melvin 2de ruimtevlucht      | Leland Melvin 2de ruimtevlucht                  |
| Missie Specialist 4 | Robert Satcher 1ste ruimtevlucht    | Robert Satcher 1ste ruimtevlucht                |
| Missie Specialist 5 | Geen                                | Nicole Stott ISS Expeditie 21 1ste ruimtevlucht |

STS-51-J · STS-61-B · STS-27 · STS-30 · STS-34 · STS-36 · STS-38 · STS-37 · STS-43 · STS-44 · STS-45 · STS-46 · STS-66 · STS-71 · STS-74 · STS-76 · STS-79 · STS-81 · STS-84 · STS-86 · STS-101 · STS-106 · STS-98 · STS-104 · STS-110 · STS-112 · STS-115 · STS-117 · STS-122 · STS-125 · STS-129 · STS-132 · STS-135